# 哈氏轮状螺
哈氏轮状螺（学名：Trochomorpha haenseli）为拟阿勇蛞蝓科轮状螺属的动物，是中国的特有物种。分布于台湾岛以及中国大陆的广东、海南等地，生活环境为陆地，多栖息于山区、丘陵、农田附近潮湿多腐殖质的灌木草丛中以及落叶石快下。